# Xiaomi 13
Xiaomi 13 — флагманська лінійка смартфонів, що розроблена компанією Xiaomi. Xiaomi 13 та Xiaomi 13 Pro були представлені 11 грудня 2022 року, а Xiaomi 13 Ultra — 18 квітня 2023 року.

## Дизайн

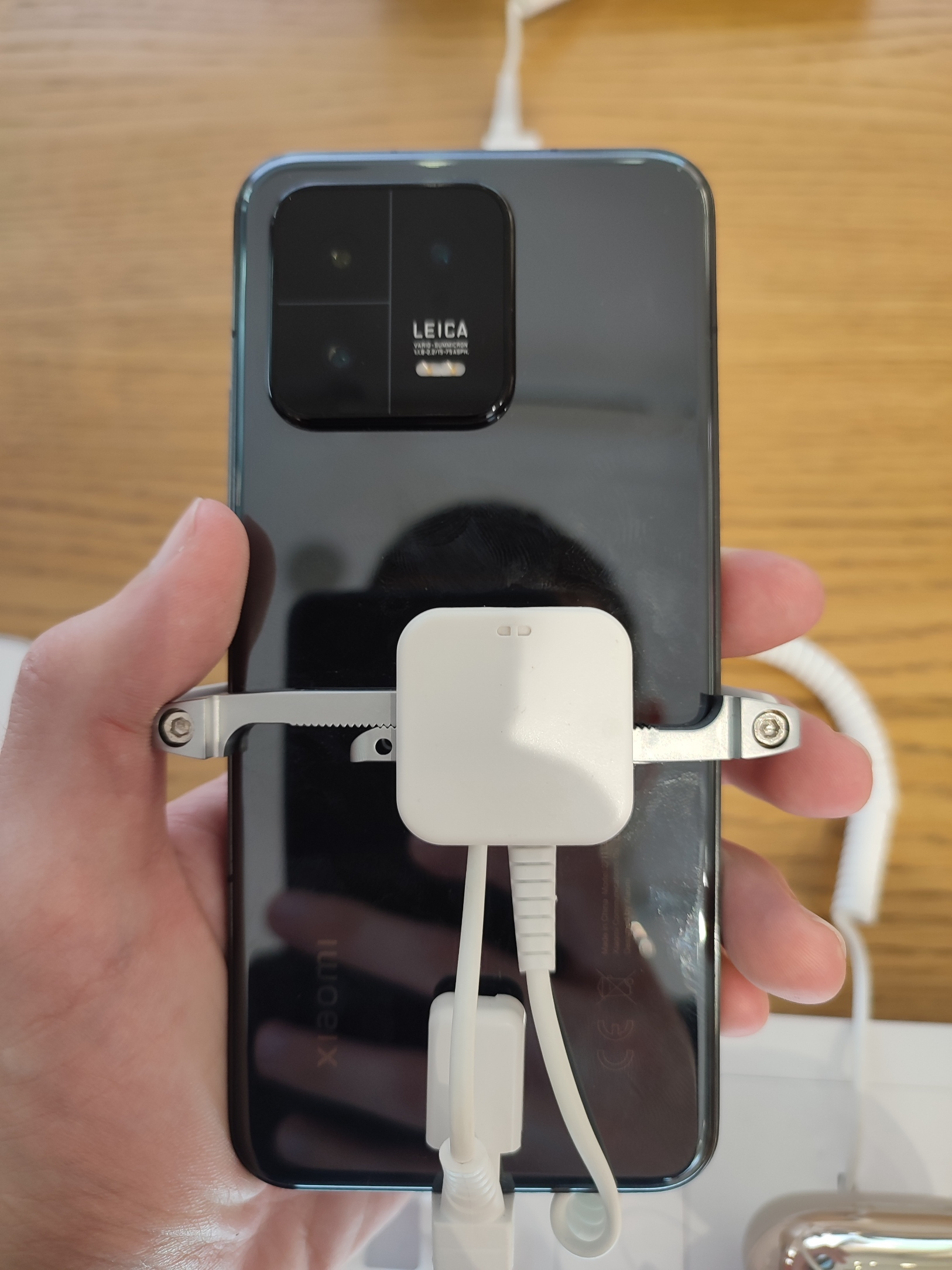
Задня частина Xiaomi 13 в чорному кольорі

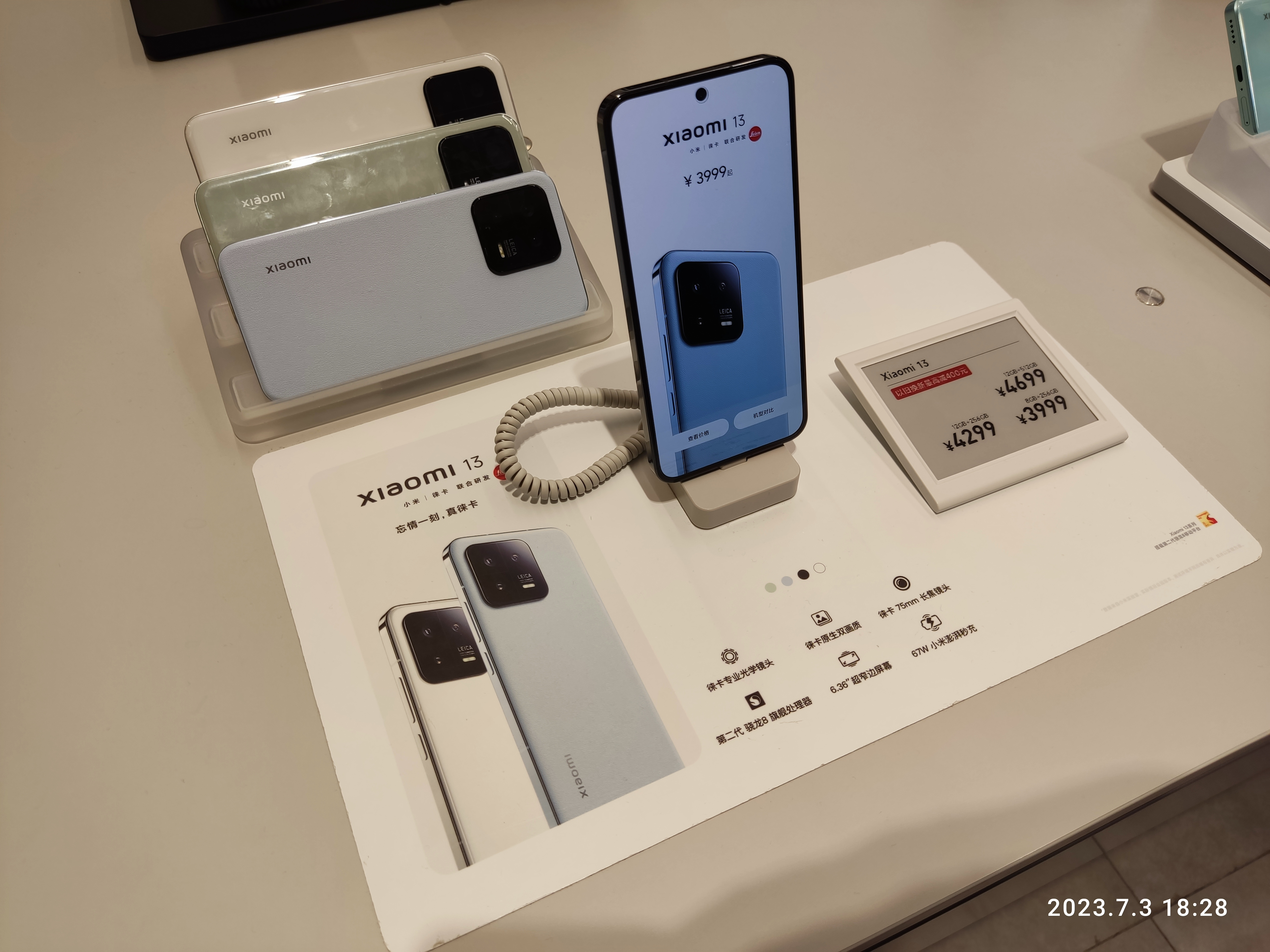
Інші основні варіанти кольорів Xiaomi 13

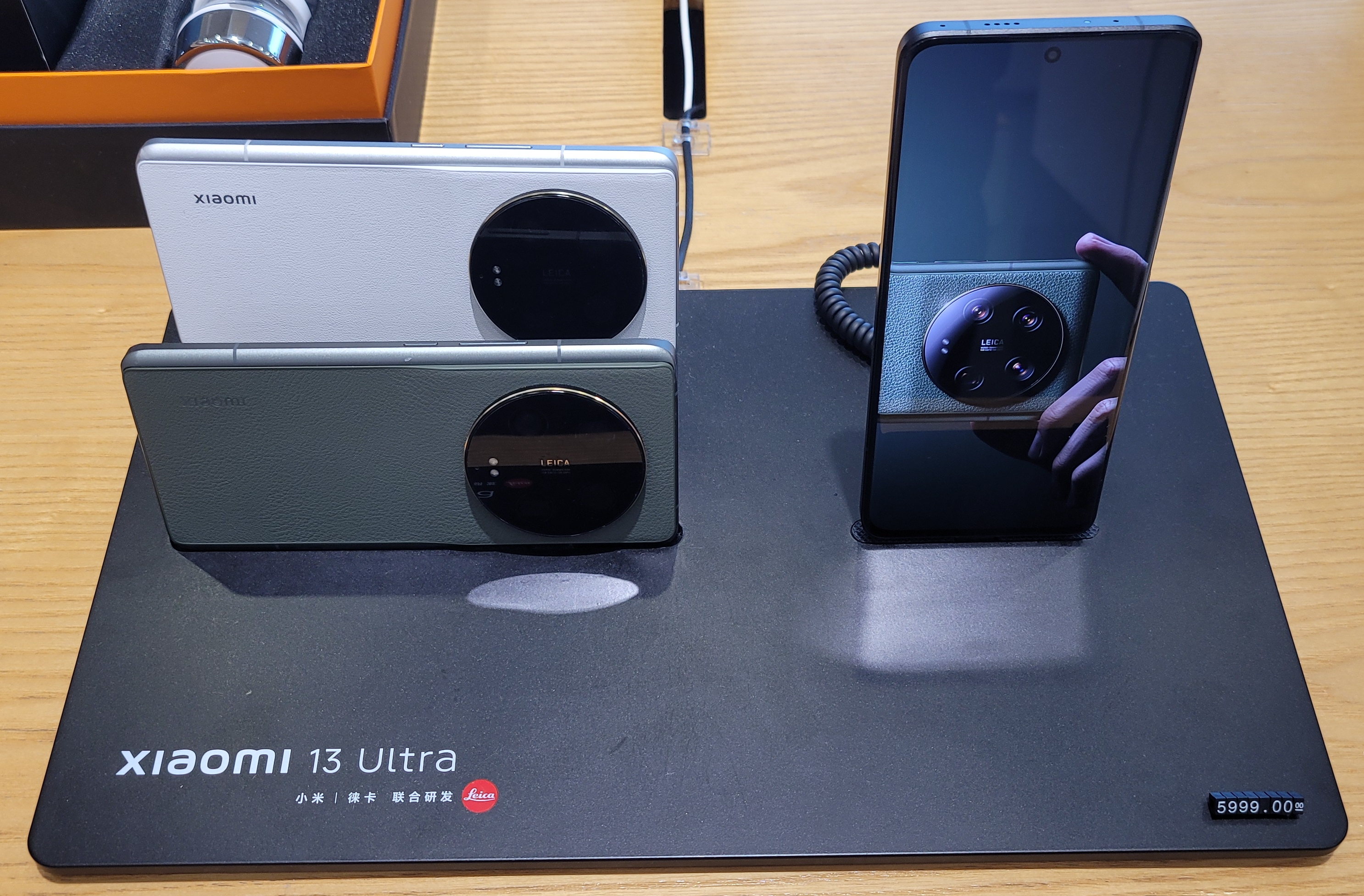
Xiaomi 13 Ultra та його варіанти кольорів

Xiaomi 13 має пласку передню панель виконану зі скла Corning Gorilla Glass 5, а Xiaomi 13 Pro та 13 Ultra — загнутий із Gorilla Glass Victus. Задня панель Xiaomi 13 виконана зі скла або силікон-полімеру в кольорі Mountain Blue; в Xiaomi 13 Pro задня панель виконана з кераміки або силікон-полімеру в кольорі Mountain Blue, а в Xiaomi 13 Ultra — зі штучної шкіри. Торці всіх моделей виконані з алюмінію. 
Також всі моделі мають захист від вологи та пилу по стандарту IP68.
Знизу розміщені роз'єм USB-C, динамік, мікрофон та слот під 2 SIM-картки або 1 SIM-картку в деяких моделях Xiaomi 13 та 13 Pro. Зверху розташовані два додаткові мікрофони, другий динамік та ІЧ-порт. З правого боку розміщені кнопки регулювання гучності та кнопка блокування смартфона.
Xiaomi 13 на глобальному доступний в 3 кольорах: чорному, білому та Flora Green (зелений). В Китаї також є варіант в кольорі Mountain Blue (блакитний), що має задню панель, виготовлену із силікон-полімеру. Крім цього, Xiaomi 13 має обмежені нестандартні варіанти кольорів, такі як: Flame Red (червоний), Sapphire Blue (синій), Hurricane Yellow (жовтий), Jungle Green (зелений) та Cement Grey (сірий) зі скляною задньою панеллю та Rosy Orange (помаранчевий), Ginkgo Yellow (жовтий) та Starry Sky Blue (синій) із задньою панеллю з силікон-полімеру.
На глобальному ринку Xiaomi 13 Pro продається в кольорах Ceramic Black (чорний) та Ceramic White (білий). Також в Китаї доступні варіанти в кольорів Cermic Flora Green (зелений) та Mountain Blue (блакитний), де в другого задня панель виготовлена з силікон-полімеру.
На глобальному ринку Xiaomi 13 Ultra доступний в чорному та Olive Green (зелений) кольорах. Також в Китаї доступний варіант в білому кольорі. Крім цього, Xiaomi 13 Ultra має обмежені нестандартні варіанти кольорів, такі як: Rosy Orange (помаранчевий), Ginkgo Yellow (жовтий) та Starry Sky Blue (синій).
| Xiaomi 13 | Xiaomi 13        | Xiaomi 13 Pro | Xiaomi 13 Pro       | Xiaomi 13 Ultra | Xiaomi 13 Ultra |
| Колір     | Назва            | Колір         | Назва               | Колір           | Назва           |
| --------- | ---------------- | ------------- | ------------------- | --------------- | --------------- |
|           | Чорний           |               | Ceramic Black       |                 | Чорний          |
|           | Білий            |               | Ceramic White       |                 | Білий           |
|           | Flora Green      |               | Ceramic Flora Green |                 | Olive Green     |
|           | Mountain Blue    |               | Mountain Blue       |                 | Rosy Orange     |
|           | Flame Red        |               |                     |                 | Ginkgo Yellow   |
|           | Saphire Blue     |               |                     |                 | Starry Sky Blue |
|           | Hurricane Yellow |               |                     |                 |                 |
|           | Jungle Green     |               |                     |                 |                 |
|           | Cement Grey      |               |                     |                 |                 |
|           | Rosy Orange      |               |                     |                 |                 |
|           | Ginkgo Yellow    |               |                     |                 |                 |
|           | Starry Sky Blue  |               |                     |                 |                 |

## Технічні характеристики

### Апаратне забезпечення

#### Платформа
Смартфони отримали процесор Qualcomm Snapdragon 8 Gen 2 та графічний процесор Adreno 740.

#### Батарея
Xiaomi 13 отримав батарею ємністю 4500 мА·год, 13 Pro — 4820 мА·год, а 13 Ultra — 5000 мА·год.
Крім цього Xiaomi 13 отримав підтримку швидкої зарядки потужністю 67 Вт, Xiaomi 13 Pro — 120 Вт, а Xiaomi 13 Ultra — 90 Вт. Всі вони також мають підтримку швидкої бездротової зарядки потужністю 50 Вт та зворотної бездротової зарядки потужністю 10 Вт.

#### Камера
Xiaomi 13 отримав основну потрійну камеру 50 Мп, f/1.8 (ширококутний) з фазовим автофокусом та оптичною стабілізацією зображення + 10 Мп, f/2.0 (телеоб'єктив) з 3.2x оптичним зумом, фазовим автофокусом та оптичною стабілізацією + 12 Мп, f/2.2 (надширококутний) з кутом огляду 120°.
Xiaomi 13 Pro отримав такий самий ширококутний модуль як і Xiaomi 12S Ultra, а саме 1-дюймовий Sony IMX989 на 50 Мп, f/1.9 з фазовим автофокусом Dual Pixel, лазерним автофокусом та оптичною стабілізацією зображення. Також модель отримала телеоб'єктив на 50 Мп, f/2.0 з фазовим автофокусом та 3.2x оптичним зумом і надширококутний на 50 Мп, f/2.2 з кутом огляду 115°.
Xiaomi 13 Ultra, як і попередник отримав сенсор основної камери Sony IMX989 на 50 Мп (ширококутний) але зі змінною світлосилою від f/1.9 до f/4.0. Також присутній багатонаправлений фазовий автофокус, лазерний автофокус та оптична стабілізація зображення. Для телеоб'єктиву (3.2x оптичний зум), перископічного телеоб'єктиву (5x оптичний зум) та надширококутного (122°) використовуються сенсори Sony IMX868 зі світлосилами f/1.8, f/3.0 та f/1.8 відповідно. Всі вони отримали фазовий автофокус Dual-Pixel, а крім нього телеоб'єктиви також отримали оптичну стабілізацію. Для вимірювання глибини при зйомці використовується TOF 3D камера.
В усіх смартфонах оптика і система камер була розроблена в співпраці з Leica. Основна камера має можливість запису відео до 8K@24fps.
Всі моделі отримали фронтальну камеру 32 Мп, f/2.0 (ширококутний). В Xiaomi 13 та 13 Pro вона вміє записувати відео до 1080p@30fps, а в Xiaomi 13 Ultra — до 1080p@60fps.
Xiaomi 13 Pro підтримує формат 10-біт RAW DNG і колірні профілі, створені Adobe, залишаючи професіоналам більше можливостей для постредагування в Adobe Photoshop і Adobe Photoshop Lightroom.
Натомість Xiaomi 13 Ultra підтримує формат 14-біт RAW DNG. Ці DNG-файли мають відкалібровану Adobe вбудовану кольоро-корекцію в метаданих, що дозволяє при відкритті Adobe Photoshop або Adobe Camera RAW автоматично оптимізувати фото на базі метаданих.

#### Екран
Xiaomi 13 отримав екран AMOLED, 6.36", FullHD+ (2400 × 1080) зі щільністю пікселів 414 ppi та співвідношенням сторін 20:9.
Xiaomi 13 Pro та Xiaomi 13 Ultra отримали екран LTPO AMOLED, 6.73", WQHD+ (3200 × 1440) зі щільністю пікселів 522 ppi та співвідношенням сторін 20:9.
Також всі моделі отримали підтримку частоти оновлення дисплею до 120 Гц, технологій HDR10+ і Dolby Vision, круглий виріз під фронтальну камеру, розміщений по середині, та вбудований під дисплей оптичний сканер відбитків пальців. Крім цього завдяки технології дисплею LTPO в моделях Pro та Ultra дисплей може змінювати частоту оновлення від 1 до 120 Гц, що зменшує енергоспоживання екрана.

#### Звук
Смартфони отримали стереодинаміки. Динаміки розташовані на верхньому та нижньому торцях. Також присутня підтримка Dolby Atmos.

#### Пам'ять
Xiaomi 13 та 13 Pro продаються в комплектаціях 8/128, 8/256, 12/256 та 12/512 ГБ, Xiaomi 13 Ultra — 12 ГБ/256 ГБ, 12 ГБ/512 ГБ, 16 ГБ/512 ГБ та 16 ГБ/1 ТБ.
В Xiaomi 13 та 13 Pro в конфігурації 8/128 ГБ використовується сховище типу UFS 3.1, коли в інших конфігураціях Xiaomi 13, 13 Pro та всіх конфігураціях Xiaomi 13 Ultra — UFS 4.0. Також всі моделі мають оперативна пам'ять типу LPDDR5X.

### Програмне забезпечення
Смартфони були випущені з MIUI 14 на базі Android 13. Пізніше були оновлені до HyperOS 2 на базі Android 15.
Особливістю програмного забезпечення став спеціальний застосунок камери для моделей Xiaomi з оптикою Leica, який має червоний акцент інтерфейсу та фірмові для Leica фільтри.